# 情報学群
情報学群（じょうほうがくぐん、英語: School of Informatics、School of Information）は、理工系の分野から社会科学までを含む情報学に関する総合的・学際的な領域をあつかう学群である。国内では筑波大学と高知工科大学に設置されている。

## 筑波大学情報学群
筑波大学情報学群は、情報や知識に関する幅広い学問領域を対象とする新しい学群として、2007（平成19）年4月に開設された。情報科学類、情報メディア創成学類、知識情報・図書館学類の3つの学類からなる。英語名はSchool of Informaticsであるが、情報に関する人間の活動まで包含し関わる諸科学の応用・連携を意味している。

### 情報科学類
情報科学類（英語: College of Information Science）は、前身の第三学群情報学類が1977年に発足した後、情報学群開設時に情報科学類に移行した。専攻としてソフトウェアサイエンス主専攻、情報システム主専攻、知能情報メディア主専攻があり、情報科学を扱っている。

### 情報メディア創成学類
情報メディア創成学類（英語: College of Media Arts, Science and Technology）は、情報学群開設時に新設された学類で、画像・音声メディア、インタラクティブシステム、インターネットサイエンス、ネットワークメディア上での情報管理・共有・検索・発見、ディジタルコンテンツの制作・表現、アドバンスト・コンピューティング・エンジン認知科学など情報メディアを扱っている。

### 知識情報・図書館学類
知識情報・図書館学類（英語: College of Knowledge and Library Sciences）は、知識科学主専攻、知識情報システム主専攻、情報資源経営主専攻がある。前身は図書館情報学を専門とする図書館情報大学で、1979年に設置された。同大学は2002年に筑波大学と統合され2003年度末に閉学。同大学図書館情報専門学群（と、大学院図書館情報メディア研究科）となる。その後情報学群開設時に知識情報・図書館学類に移行し現在に至る。

## 高知工科大学情報学群
高知工科大学情報学群（英語: School of Information）は2009(平成21)年4月に開設された。
知識の表現と利用、推論と学習、認識と理解、人と協調するシステムなどの教育・研究をめざす情報と人間専攻、CGや映像制作などの仕組み、ネットワーク技術、メディア情報システムのあり方からディジタルメディアエンジニア、映像制作関連、ソフトウェア開発など幅広い職種に道が開かれる情報とメディア専攻、新世代ネットワークシステムや、情報通信の性能を飛躍的に向上させる通信方式などの情報通信専攻、ハードウェアとソフトウェアの両面から情報工学を体系的に学ぶことで、情報システムの発展に寄与できる先導的 ICT（情報通信）技術者をめざすコンピュータサイエンス専攻の4専攻がある。